# 中華人民共和國第十屆全運會花樣滑冰比賽
中華人民共和國第十屆全運會花樣滑冰項目於2005年9月22日至25日在南京奥林匹克体育中心体育馆舉行。比賽共設男子单人滑、女子单人滑、双人滑、冰上舞蹈四個項目。

## 獎牌分佈情況
| 項目       | 金牌                 | 银牌                 | 铜牌                 |
| 男子单人滑 | 李成江（吉林）       | 宋伦（黑龙江）       | 高崧（黑龍江）       |
| 女子单人滑 | 刘艳（黑龙江）       | 方丹（黑龙江）       | 许斌姝（江苏）       |
| 雙人滑     | 张丹／张昊（黑龙江） | 庞清／佟健（黑龙江） | 丁杨／任重非（江苏） |
| 冰上舞蹈   | 杨芳／高崇博（江苏） | ／王晨（黑龙江）     | 鄭汛／黃欣彤（重庆） |

## 奖牌榜
| 名次 | 代表團 | 金牌 | 銀牌 | 銅牌 | 總數 |
| ---- | ------ | ---- | ---- | ---- | ---- |
| 1    | 黑龙江 | 2    | 4    | 1.5  | 7.5  |
| 2    | 江苏   | 1    | 0    | 1.5  | 2.5  |
| 3    | 吉林   | 1    | 0    | 0.5  | 1.5  |
| 4    | 重庆   | 0    | 0    | 0.5  | 0.5  |
| 總計 | 總計   | 4    | 4    | 4    | 12   |